# Nancsang csillaga
A Nancsang csillaga egy 160 méter magas óriáskerék, mely Kína Nancsang városában (Csianghszi tartomány) található.
A kilátónak is nevezett építményt 2006. május 4-én nyitották meg, megépítése 57 millió jüanba (7,3 millió dollár) került. Majdnem két éven át a világ legmagasabb óriáskereke volt, mígnem öt méterrel megelőzte a 2008. március 1-jén üzembe helyezett Singapore Flyer, majd 2014-ben a Las Vegasban üzembe helyezett High Roller.
A kerék hatvan utasfülkét tartalmaz, amelyeket légkondicionálóval és LCD-s televízióval is felszereltek. A gondolákban nyolc utas fér el, teljes kapacitása tehát 480 fő. Egy körülfordulás 30 percig tart, a belépőjegy ára pedig 50 jüan. A kerék forgási sebessége olyan kicsi, hogy az utasok a leállítása nélkül szállhatnak fel és le.